# Władysław Gomułka
Władysław Gomułka (Krosno, 1905 - Konstancin-Jeziorna, 1982) fou un dirigent comunista polonès. Fou membre del Partit Comunista de Polònia (Komunistyczna Partia Polski, KPP) des de 1926.

## Primer govern
El 1934 Gomułka va marxar a Moscou, on va viure-hi durant un any. Quan va tornar a Polònia fou detingut i s'estigué a la presó fins a l'esclat de la Segona Guerra Mundial. Durant la guerra, Gomułka fou un influent dirigent comunista que va convèncer Stalin de refundar el Partit Obrer Polonès (Polska Partia Robotnicza). Acabada la guerra, fou vice-primer ministre del Govern Provisional de Polònia (Rząd Tymczasowy Rzeczypospolitej Polskiej) (gener - juny del 1945) i del Govern d'Unitat Nacional (Tymczasowy Rząd Jedności Narodowej) (1945-1947), posició des de la qual va aconseguir que els comunistes sortissin vencedors del referèndum del 1946 i de les eleccions legislatives de 1947. Aleshores, Gomułka dominava totalment la situació a Polònia; ara bé, les lluites entre les diferents faccions del partit esdevingudes entre 1951 i 1954 van dur a denunciar-lo com a element dretà i reaccionari per la qual cosa no sols fou expulsat del Partit Obrer Unificat Polonès sinó fins i tot empresonat.

## Retorn al poder
Després de la mort del primer ministre Bolesław Bierut -estalinista- el 1956, va començar a Polònia un breu procés de desestalinització, la qual cosa va fer néixer entre la població l'esperança que es durien a terme reformes. El juny de 1956, va començar una revolta a Poznań. Els obrers s'amotinaren contra l'escassedat de menjar i de béns de consum, la manca d'habitatge, la pèrdua de poder adquisitiu, l'embarcament de productes cap a la Unió Soviètica i la mala gestió de l'economia. En un principi, el govern comunista polonès va respondre-hi titllant els revoltats de "provocadors contrarevolucionaris i agents de l'imperialisme"; i les forces de seguretat causaren morts i ferits entre els manifestants. Aviat però, adonant-se que les revoltes havien despertat el sentiment nacional, les jerarquies del règim van canviar d'idea i passaren a considerar els revoltats com a "obrers honestos amb greuges legítims". Els salaris foren incrementats en un 50% i es feren promeses de canvi polític i econòmic. Aleshores, el primer ministre Edward Ochab va convidar l'acabat de rehabilitar Gomułka a ocupar el càrrec de primer secretari del partit, el qual, però, va deixar clar que necessitava tenir un poder real per aplicar reformes.
Una condició que va posar Gomułka fou la destitució del politburó polonès i del ministeri de defensa del mariscal soviètic Konstantin Rokossovsky qui havia ordenat a les tropes carregar contra els obrers de Poznań, cosa que fou acceptada per Ochab. Finalment, el 19 d'octubre, comptant amb el suport de les jerarquies del règim, de l'exèrcit i de la policia política, Gomułka fou nomenat primer secretari del partit, cosa que va causar alarma dins del govern soviètic, el qual, a més d'organitzar maniobres militars a la frontera polonesa, va enviar a Polònia una delegació encapçalada per Khrusxov i formada, entre d'altres, per Mikoian, Bulganin, Molotov, Kaganàvitx i el mariscal Kóniev. Gomułka va deixar-los clar que, en cas d'invasió, les tropes poloneses resistirien, però també va assegurar-los que les reformes eren una qüestió interna i que Polònia no tenia cap intenció d'abandonar el comunisme ni els seus tractats amb la Unió Soviètica; els soviètics s'hi avingueren i Gomułka fou confirmat en el seu càrrec. Ara bé, per mitjà de Ràdio Europa Lliure les notícies dels esdeveniments de Polònia van arribar a Hongria on una manifestació d'estudiants a Budapest en suport de Gomułka, demanant el mateix tipus de reformes, va donar origen a la Revolució hongaresa de 1956.

## Govern 1956-1970
Inicialment, Gomułka era molt popular a causa del seu tarannà reformista orientat cap a trobar una via polonesa cap al socialisme; ara bé, aviat va moderar el seu reformisme a causa de les pressions soviètiques. Per això, va acabar donant suport a la persecució contra l'Església i alguns intel·lectuals del partit com ara Kołakowski, com també va endurir la censura i perseguí estudiants i dissidents. El 1968, va prendre part en la intervenció de les tropes del Pacte de Varsòvia a Txecoslovàquia que hi posaren fi a la Primavera de Praga, i, per altra banda, va incitar una campanya de propaganda antisionista perquè el Bloc de l'Est es posicionà contra Israel en la Guerra dels Sis Dies. Després Gomułka va afirmar que això no s'havia fet deliberadament.

## Retir polític
El desembre de 1970, una sagnant repressió contra els vaguistes dels molls, en què desenes d'obrers foren morts a trets per la policia, va dur a la dimissió de Gomułka, oficialment per motius de salut, i a la seva substitució per Edward Gierek. Després de la seva mort, la imatge negativa de Gomułka en la propaganda comunista fou rehabilitada. Les seves memòries no es van publicar fins al 1994.